# George Meredith
George Meredith (n. 12 februarie 1828, Portsmouth, Regatul Unit al Marii Britanii și Irlandei – d. 18 mai 1909, Dorking, Anglia, Regatul Unit al Marii Britanii și Irlandei) a fost un scriitor englez.
A scris o operă realistă de subtilă analiză psihologică, mânuită de pe poziția autorului omniscient, prilejuind intervenții ironice ori aforistice din partea acestuia, care sondează prin intermediul relațiilor comportamentale ale personajelor, conflictele de conștiință între spirit și instinct, fals acoperit de convenția socială.

## Romane
Tematic romanele sale îmbrățișează educația tinerilor aristocrați:
- 1859: The Ordeal of Richard Feveral (Suferințele lui Richard Feverel sau Iubirea lui Richard Feverel)
- 1861: Evan Harrington;
- 1864: Emilia in England ("Emilia în Anglia"), titlul schimbat în 1886 în Sandra Belloni;
- 1865: Rhoda Fleming
- 1871: The Adventures of Harry Richmond (Aventurile lui Harry Richmond);
- 1879: The Egoist ("Egoistul"), capodopera sa;
- 1885: Diana of the Crossways (Diana din Crossways)
- 1891: One Of Our Conquerors (Unul dintre cuceritorii noștri);
- 1894: Lord Ormont and His Aminta (Lordul Ormont și iubita lui Aminta);
- 1895: The Amazing Marriage.

## Poezii
Lirica sa, influențată de școala metafizică, prezintă un stil manierat, cu mari acorduri panteiste, cu inflexiuni baroce, uneori de surprinzătoare modernitate:
- 1862: Modern Love ("Iubire modernă");
- 1883: Poems and Lyrics of the Joy of Earth ("Poezii și cântece despre bucuria pământului");
- 1885: A Faith on Trial;
- 1888: A Reading of Live ("Interpretarea pământului");
- 1901: A Reading of Life, with Other Poems ("Interpretarea vieții și alte poeme");
- 1909: Last Poems.